# John Harkrider
John W. Harkrider (Abilene, 16 novembre 1899 – Los Angeles, 7 luglio 1982) è stato uno scenografo e costumista statunitense teatrale e cinematografico.

## Biografia
Texano di terza generazione, a quattordici anni Harkrider lasciò Fort Worth, la città del Texas dove viveva, per presentarsi a un provino di un film di Cecil B. DeMille. Non ebbe la parte, ma riuscì a entrare nel mondo del cinema come stuntman e controfigura. Dopo qualche particina come comparsa o figurante, nel 1920 iniziò a lavorare come costumista. Fu presentato a Florenz Ziegfeld da Louise Brooks.
Harkrider divenne una presenza fissa degli spettacoli di Ziegfeld; il suo primo lavoro fu, nel 1926, Palm Beach Days che più tardi prese il titolo No Foolin' . Disegnò i costumi per alcune delle Ziegfeld Follies e per alcuni dei più grandi successi di Broadway, come Rio Rita e Show Boat. Fu anche scenografo e regista.
Nel 1929, a Hollywood, Harkrider curò per la Paramount la sequenza delle Ziegfeld Follies nel film Glorifying the American Girl, che raccontava la scalata di una ragazza di provincia al firmamento dei palcoscenici musicali di Broadway. Fu il solo film supervisionato da Ziegfeld in persona.
Dopo la morte di Ziegfeld, Harkrider lasciò New York per andare a lavorare a Hollywood. Il suo stile spettacolare, però, era molto costoso. Quando presentò, insieme a William Anthony McGuire, il progetto di un film biografico su Ziegfeld all'Universal Studios, l'Universal dovette rinunciare e vendette il film alla MGM. Alla MGM, Harkrider lavorò indipendentemente dallo staff del film: sua la scena spettacolare per il numero The Most Beautiful Girl. Il film vinse l'Oscar per il miglior film.
Harkrider fu capo del dipartimento artistico della New Universal per due anni. Tornò al teatro musicale e, occasionalmente, agli show di Broadway. Dal 1945 al 1962, aprì un'agenzia teatrale. Impresario, talent scout e agente teatrale, era conosciuto come direttore di casting di modelli pubblicitari.
Al momento della morte, stava lavorando a Ziegfeldia, in onore del grande impresario.
John W. Harkrider morì nel 1982, a 81 anni d'età.

## Spettacoli teatrali
- No Foolin' (Broadway, 24 giugno 1926)
- Rio Rita (Broadway, 2 febbraio 1927)
- Ziegfeld Follies of 1927 (Broadway, 16 agosto 1927)
- Show Boat (Broadway, 27 dicembre 1927)
- Rosalie (Broadway, 10 gennaio 1928)
- The Three Musketeers (Broadway, 13 marzo 1928)
- Whoopee! (Broadway, 4 dicembre 1928)
- Ziegfeld Midnight Frolic (1929) (Broadway, aprile 1929)
- Show Girl (Broadway, 2 luglio 1929)
- Smiles (Broadway, 18 novembre 1930)
- Ziegfeld Follies of 1931 (Broadway, 1º luglio 1931)
- Show Boat (revival) (Broadway, 19 maggio 1932)
- Music in the Air (Broadway, 8 novembre 1932)
- Let's Face It! (Broadway, 29 ottobre 1941)

## Filmografia

### Scenografo
- Glorifying the American Girl, regia di Millard Webb - designer scene finali (1929)
- Il paradiso delle fanciulle (The Great Ziegfeld), regia di Robert Z. Leonard - direttore artistico associato (1936)
- Follie d'inverno (Swing Time), regia di George Stevens - scenografia Silver Sanda (1936)
- Tre ragazze in gamba (Three Smart Girls), regia di Henry Koster - supervisore artistico (1936)
- L'inferno del jazz (Top of the Town), regia di Ralph Murphy - scenografo (1937)
- When Love Is Young, regia di Hal Mohr - scenografo (1937)
- Matrimonio d'occasione (As Good as Married), regia di Edward Buzzell - scenografo (1937)
- Reported Missing, regia di Milton Carruth - scenografo (1937)
- Cento uomini e una ragazza (One Hundred Men and a Girl), regia di Henry Koster - scenografo (1937)

### Costumista
- Glorifying the American Girl, regia di Millard Webb (1929)
- Whoopee!, regia di Thornton Freeland (1930)
- Il museo degli scandali (Roman Scandals), regia di Frank Tuttle (1933)
- Nanà (Nana), regia di Dorothy Arzner (1934)
- Follie d'inverno (Swing Time), regia di George Stevens - costumi per il numero Bojangles (1936)
- L'inferno del jazz (Top of the Town), regia di Ralph Murphy (1937)
- Matrimonio d'occasione (As Good as Married), regia di Edward Buzzell (1937)